# Robert Ross (General)

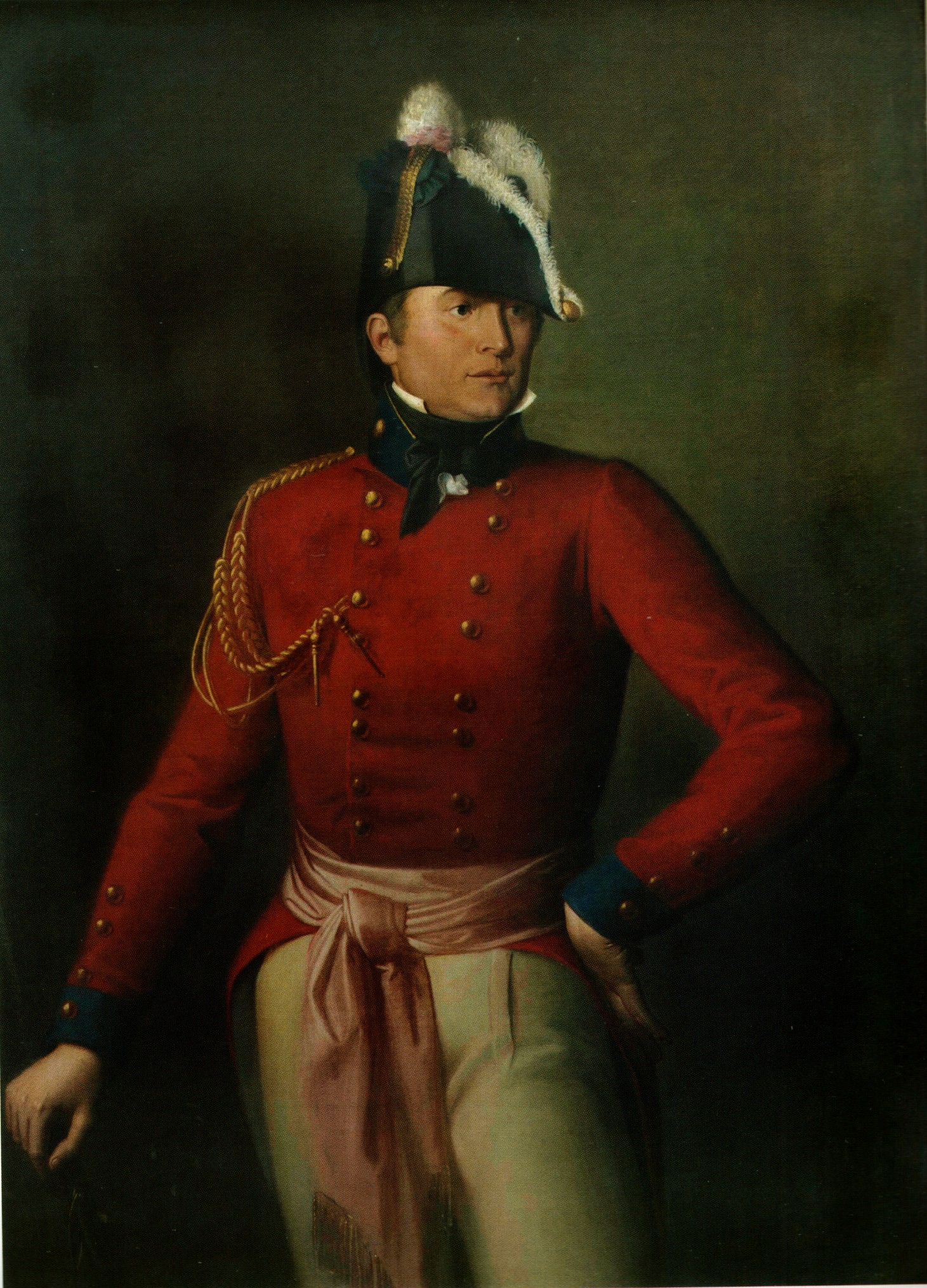
Robert Ross (1766–1814) Bildnis um 1812

Robert Ross (* 1766 in Rosstrevor, County Down, Nordirland; † 21. September 1814 bei Baltimore, Vereinigte Staaten) war ein irischer Offizier der British Army, der in den Napoleonischen Kriegen und im Krieg von 1812 mit den USA zum Einsatz kam. Bekanntheit erlangte er dadurch, dass er mit seinem Sieg über die Amerikaner in der Schlacht bei Bladensburg vom 24. August 1814 und der anschließenden Zerstörung der öffentlichen Gebäude Washingtons den USA die größte militärische Demütigung ihrer Geschichte zufügte.

## Leben
Ross wurde 1766 in Rosstrevor im heutigen Nordirland als Sohn von Major David Ross geboren, einem Veteranen des Siebenjährigen Kriegs. Er besuchte das Trinity College in Dublin und trat 1789 als Ensign des 20th (East Devonshire) Regiment of Foot in die British Army ein. Im April 1795 erhielt er den Rang eines Captains des 7th Regiment of Foot und im Dezember 1795 den eines Majors des 19th Regiment of Foot, wurde kurz darauf aber auf Halbsold von aktiven Dienst freigestellt. Zum aktiven Einsatz kam er 1799 als Major des 20th Regiment of Foot beim Feldzug nach Holland, wo er sich in einem Gefecht bei Krabbendam auszeichnete und schwer verwundet wurde. Zwei Jahre später wurde er mit seinem Regiment in Ägypten eingesetzt und war am endgültigen Sieg über die dortigen französischen Streitkräfte beteiligt. Zum Brevet-Lieutenant-Colonel befördert, erhielt er 1803 das Kommando über das 20th Regiment of Foot. Ross unterwarf das Regiment einer harten Ausbildung und strikten Disziplin, war aber bei seinen Soldaten trotzdem beliebt, da er alle Härten und Gefahren teilte. Der Erfolg zeigte sich, als das Regiment unter Sir John Stuart in Kalabrien zum Einsatz kam und in der Schlacht bei Maida (4. Juli 1806) eine entscheidende Rolle spielte. 1808/1809 nahm Ross mit seinem Regiment an Sir John Moores Spanienfeldzug, am verlustreichen Rückzug nach La Coruña, der dortigen Schlacht (16. Januar 1809) und an der desaströsen Walcheren-Expedition teil, bei der zwei Drittel des Regiments an Fieber erkrankten. 1810 wurde er zum Colonel. Das Regiment wurde daraufhin für einige Zeit nach Irland verlegt, um sich zu erholen. Für seine Rolle in der Schlacht bei La Coruña erhielt Ross eine Goldmedaille, für Maida ein Ehrenschwert. Ende 1812 kam das Regiment unter Wellington auf der iberischen Halbinsel zum Einsatz, Ross wurde zum Major-General befördert und erhielt 1813 das Kommando über eine Brigade. Er nahm an der Schlacht von Vitoria (21. Juni 1813) teil, zeichnete sich bei Operationen in der Nähe von Pamplona und in den Schlachten von Roncesvalles (25. Juli 1813) und Sorauren (28. Juli 1813) aus und wurde in der Schlacht bei Orthez (27. Februar 1814) an der Spitze seiner Brigade schwer verwundet. Für seine Rolle in diesem Gefecht erhielt er eine offizielle Danksagung des Parlaments, weitere Auszeichnungen waren eine Goldmedaille für Vittoria und die Peninsula gold medal.
Nach dem Ende der Kämpfe in Europa erhielt Ross das Kommando über eine Armee von 4.500 Mann, die in Kooperation mit einem Flottenverband der Royal Navy unter dem Kommando von Rear-Admiral Alexander Cochrane amphibische Angriffe auf die Atlantikküste der USA ausführen sollte, mit der sich Großbritannien seit 1812 im Krieg befand (Krieg von 1812).
Bei dem größten Unternehmen dieser Art landete Ross zusammen mit Marineeinheiten unter Vice-Admiral George Cockburn am Patuxent River, stieß auf Washington vor und ignorierte auf Drängen Cockburns einen Befehl Cochranes, das riskante Vorhaben abzubrechen. In der Schlacht bei Bladensburg vom 24. August 1814 besiegten die Briten eine fast doppelt so große amerikanische Armee und jagten sie total auseinander, so dass anschließend die US-Hauptstadt ohne weiteren Widerstand besetzt werden konnte. Den Angriff auf die einzigen ernsthaft Widerstand leistenden Amerikaner, ein Kontingent der US Navy mit 500 Seeleuten, 120 Marineinfanteristen und sechs Geschützen unter Commodore Joshua Barney, führte Ross persönlich, wobei ein Pferd unter ihm erschossen wurde. Wesentlich für den erstaunlichen Erfolg der Briten war allerdings nicht nur der Mut und das militärische Können von Ross und seinen Soldaten, sondern die Disziplinlosigkeit der US-Soldaten und die Inkompetenz ihrer Kommandeure, die nicht in der Lage waren, die zahlenmäßige Überlegenheit und das für die Verteidiger günstige Terrain zu nutzen. Der amerikanische Oberbefehlshaber William Winder war ein Politiker und Jurist ohne nennenswerte militärische Kenntnisse. Den Befehlen des kanadischen Generalgouverneurs Sir George Prevost folgend zerstörten die Briten die öffentlichen Gebäude Washingtons (u. a. den Senat und das Weiße Haus), Übergriffe auf Zivilisten und zivile Besitztümer wurden jedoch von Ross unterbunden, der Plünderer hart bestrafen ließ. Dies wird auch von amerikanischen Quellen bestätigt, die teilweise von direkten Interventionen des Generals zugunsten bedrängter Zivilisten berichten. Nach einem dreitägigen Zerstörungswerk räumten die Briten die US-Hauptstadt und zogen sich auf ihre Schiffe zurück, ohne dass ihnen weiterer Widerstand begegnet wäre.

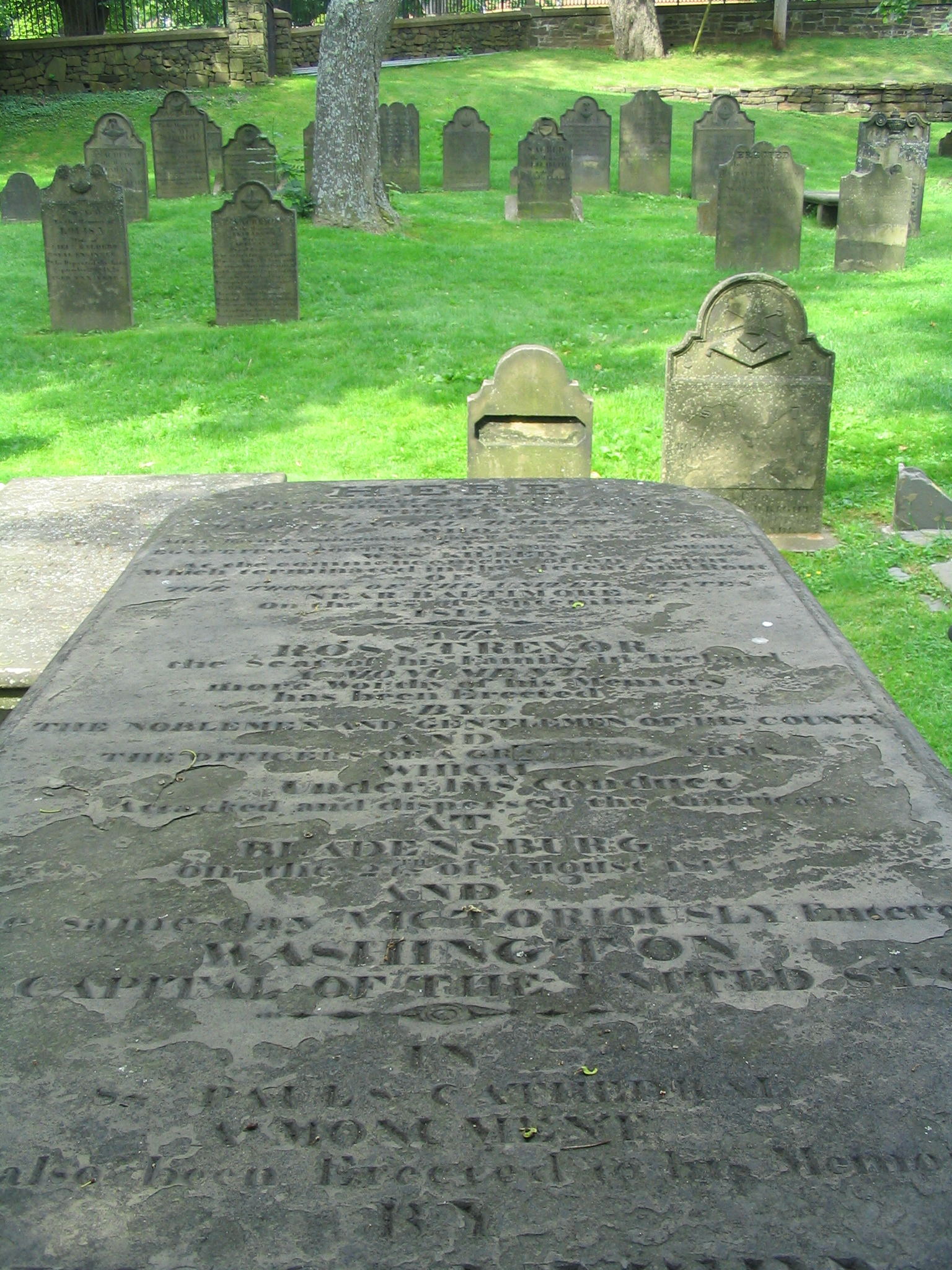
Grab von Robert Ross (General)

Der Erfolg von Bladensburg und die Zerstörung Washingtons erregten weltweit Aufsehen und stellen die bis heute größte militärische Demütigung der USA dar. Die Resonanz auf seinen Erfolg erlebte Ross jedoch nicht mehr. Bei einem ähnlichen Unternehmen gegen Baltimore wurde er bei einem ansonsten bedeutungslosen Scharmützel von einem US-Scharfschützen getroffen und tödlich verletzt. Er starb kurz nach der Verwundung. Sein Leichnam wurde per Schiff nach Halifax gebracht und dort am 29. September mit militärischen Ehren beigesetzt.
Zu seinen Ehren wurde in der St Paul’s Cathedral in London ein Denkmal errichtet, ebenso in der Nähe seines Geburtsorts und in Halifax. Seine Familie erhielt das Recht, den Namen „Ross of Bladensburg“ zu führen.